# Rafael Almansa
Fray Rafael Manuel Almansa Riaño (Bogotá, 2 de agosto de 1840-Bogotá, 27 de junio de 1927), conocido como el Padre Almansa, fue un sacerdote católico franciscano colombiano, que actualmente se encuentra en proceso de beatificación.

## Biografía
Nació el 2 de agosto de 1840 en la casa cural de la Iglesia de la Veracruz de Bogotá, en donde su padre Ambrosio era sacristán y carpintero y habitaba con su madre María del Rosario. Al día siguiente fue bautizado en la Iglesia de Las Nieves. En 1853 inició su formación religiosa en el Convento de San Francisco, pero se vio obligado a abandonar temporalmente sus estudios en 1861, cuando el presidente Tomás Cipriano de Mosquera expropió las tierras de la Iglesia católica. Recibió el orden sacerdotal el 27 de mayo de 1866, otorgado por el Obispo de Pamplona Bonifacio Antonio Tozcano. Fue párroco en Cúcuta y tras el terremoto de 1875 fue trasladado a Bucaramanga como coadjutor. En 1881 se unió a la Orden Franciscana y fue nombrado capellán de la Iglesia de San Francisco de Bogotá.
En 1895 viajó a Roma para participar en el Capítulo General de la Orden Franciscana, en donde tuvo la oportunidad de conocer al Papa León XIII. El 18 de diciembre de 1897 el Arzobispo de Bogotá Bernardo Herrera Restrepo lo nombró capellán de la Iglesia de San Diego, en donde permaneció trabajando durante 30 años, hasta su muerte.
Durante su ministerio sacerdotal, fue un reconocido consejero de los habitantes de todas las clases sociales de la ciudad, se afirma que era consultado hasta por los Presidentes de la República en aquella época. En 1916 se reseñaron en la prensa la celebración y los homenajes que se le realizaron en la Iglesia de San Diego, con motivo de las bodas de oro de su ordenación sacerdotal.

## Muerte y funerales
A su muerte el 27 de junio de 1927, hicieron sonar las campanas de la Iglesia de San Diego. Se afirma que unas 100 mil personas visitaron sus restos, llevando algún objeto religioso para rendir culto al sacerdote. El Concejo de Bogotá le rindió honores con un monumento de mármol en su tumba, ubicada en el Cementerio Central de Bogotá y ordenó destinar un presupuesto para la elaboración de una estatua.

## Proceso de beatificación
El proceso de beatificación comenzó bajo el Papa Juan Pablo II, una vez que la Congregación para las Causas de los Santos otorgó el "nihil obstat" a la causa el 27 de octubre de 1995. El 24 de febrero de 1997 fue reconocido como Siervo de Dios por la Santa Sede y el proceso arquidiocesano para su beatificación fue presentado por monseñor Álvaro Fandiño Franky. Actualmente se realiza la investigación por un presunto milagro ocurrido en la década de 1990 en Bogotá. Los funcionarios romanos validaron el proceso de beatificación el 24 de septiembre de 1999. La Congregación para las Causas de los Santos recibió el dossier Positio en Roma en 2010 y los historiadores consideraron que la causa no tuvo ningún obstáculo histórico el 1 de marzo de 2011. El 10 de mayo de 2016 el papa Francisco aprobó el decreto que reconoció sus virtudes heroicas, con lo cual se reconoce como Venerable.